# Martin Markgraf
Martin Markgraf (* 6. Dezember 1907 in Schmölln; † 7. Februar 1986) war ein Funktionär der SED, der unter anderem zwischen 1963 und 1971 Mitglied des Zentralkomitees (ZK) der SED war. Er fungierte zudem zwischen 1962 und 1969 als Generaldirektor der VVB Regelungstechnik, Gerätebau und Optik (RGO) in Ost-Berlin sowie zuletzt von 1970 bis 1972 als Generaldirektor des VEB Kombinat Meß- und Regelungstechnik Dessau.

## Leben
Martin Markgraf, Sohn eines Arbeiters, arbeitete nach einer Berufsausbildung in Schmölln und Leipzig als kaufmännischer Angestellter und war nach Ende des Zweiten Weltkrieges kaufmännischer Leiter des VEB Knopf- und Bürstenmaschinenwerke Zwickau. 1946 wurde er Mitglied der Sozialistischen Einheitspartei Deutschlands (SED). Während er von 1951 bis 1953 kaufmännischer Direktor sowie zwischen 1953 und 1958 Werkleiter des VEB MIHOMA Holzsverarbeitungsmaschinen Leipzig war, erhielt der Betrieb seit 1954 fünfmal die Wanderfahne des Ministerrates. Der Betrieb erhielt durch gute Qualitätsarbeit außerordentlich hohe Exportaufträge, woraufhin er „für die Entwicklung einer umfassenden und wissenschaftlich begründeten Ökonomik für die Hersteller von Holzbearbeitungsmaschinen, die eine wichtige Grundlage für die Perspektivplanung und die internationale Abstimmung darstellt“ am 14. Oktober 1956 mit dem Ehrentitel Held der Arbeit ausgezeichnet wurde. Er fungierte zwischen 1958 und 1962 als Hauptdirektor der VVB Armaturen Halle und absolvierte zudem ein Studium an der Ingenieurschule für Schwermaschinenbau und Elektrotechnik Leipzig, welches er 1961 Ingenieur-Ökonom abschloss.
Im Anschluss war Markgraf von 1962 bis 1969 Generaldirektor der VVB Regelungstechnik, Gerätebau und Optik (RGO) in Ost-Berlin. Auf dem VI. Parteitag der SED (15.–21. Januar 1963) wurde er zudem erstmals Mitglied des Zentralkomitees (ZK) der SED und gehörte diesem Parteigremium nach seiner Wiederwahl auf dem VII. Parteitag der SED (17.–22. April 1967) bis zum VIII. Parteitag der SED (15.–19. Juni 1971) an, auf dem er nicht wiedergewählt wiedergewählt wurde. Für seine Verdienste wurde er am 9. Dezember 1967: Vaterländischen Verdienstorden in Silber ausgezeichnet und war zuletzt von 1970 bis zu seinem Eintritt in den Ruhestand 1972 Generaldirektor des VEB Kombinat Meß- und Regelungstechnik Dessau.